# Perfect Dark (P2P)
Perfect Dark (パーフェクトダーク) Es un programa japonés para compartir archivos (P2P) diseñado para Microsoft Windows. Su autor es conocido con el seudónimo Kaichō (会長), Lit. "El Presidente"). Perfect Dark fue desarrollado con la intención de que sea el sucesor de Winny y Share. A partir de la versión 1.02, lleva el nombre en código "Stand Alone Complex".